# Edward Tesdorpf
Edward Tesdorpf, född 27 september 1817 i Hamburg, död 2 maj 1889 på Orupgård, Falster, var en dansk godsägare; far till Adolph Tesdorpf.
Tesdorpf, som tillhörde en rik och ansedd köpmanssläkt, lärde sig lantbruk på holsteinska gårdar och blev 1837 förvaltare på Gammelgård på Lolland. Han köpte 1840 godset Orupgård samt Fanggården och Krinkelborg och utvidgade efterhand sina ägor, så att de omfattade 10 gårdar på 2355 hektar, till stor del bestående av Danmarks bästa jordar. 
Dessa egendomar drev Tesdorpf som mönstergårdar för en konsekvent genomförd, rationell och lönsam drift, bland annat förbättrade han besättningarna skapade högkvalitativa stammar, han påbörjade kraftfodring med korn, byggde goda stallar, använde konstgödsel i stor utsträckning och förbättrade mejeridriften, han tillhörde de första i Danmark, som började dika ur jorden och använda mejerimaskiner. Hans lantbruk gick, kort sagt, i spetsen for jordbrukets framsteg. Från hans gårdar spreds kunskaper, inte bara till unga lantmän, som i hundratal fick sin utbildning där, utan även genom hans egna meddelanden och föredrag - han offentliggjorde alltid resultaten av sina erfarenheter - och till många besökande lantmän från hela Danmark. 
Tesdorpf hade även mycket stor betydelse som ledare inom föreningslivet. Han var från 1860-88 en av Landhusholdningsselskabets presidenter. Det var han som ledde in Niels Johannes Fjord på sin försöksverksamhet och på Ourupgård hade såväl Fjord som Peter Nielsen sin största försöksgård. Han var en av de främsta förespråkarna för den regelbundna exporten av levande kreatur till Storbritannien, vilken infördes 1865  och under 25 år fick en utomordentlig betydelse för det danska lantbruket. Han verkade med kraft för konsulentverksamheten, för mejeridriftens utveckling, för unga lantmäns utbildning, och han bidrog till att skapa en aktiv växelverkan mellan Danmarks och utlandets lantbruk. 
Vid sin avgång som Landhusholdningsselskabets president utnämndes Tesdorpf till dess hedersledamot och tilldelades dessutom sällskapets guldmedalj, vilken inte hade utdelats på 36 år. Som ordförande för Maribo amts økonomiske selskab han stort inflytande på lantbruket i detta amt, särskilt vad gäller kreatursaveln och mejerinäringen; han inrättade andelssockerfabriken vid Nykøbing Falster och var den ledande kraften i det konsortium, som bildades 1860 för torrläggning av Bøtø nor. Han tilldelades åtskilliga hederstecken, både danska och utländska, han var således hedersledamot av det kungliga brittiska lantbrukssällskapet och utnämndes 1888 till geheimekonferensråd. Efter hans död restes en staty av honom i Landbohøjskolens trädgård.

## Utmärkelser
- Riddare av Dannebrogorden,  1854[2]
- Dannebrogsmännens hederstecken,  1866[2]
- Kommendör av Dannebrogorden,  1872[2]
- Kommendör av första graden av Dannebrogorden,  1887[2]

[Redigera Wikidata]